# Ella Abomah Williams
Ella Williams (Cross Hill, Carolina del Sur, octubre de 1865), también conocida por su nombre artístico "Mme Abomah", fue una artista estadounidense. Era una mujer de altura y fuerza extraordinarias que se convirtió en una celebridad internacional a finales de los 1800. Nacida en Carolina del Sur en 1865 de padres que eran exesclavos, Williams creció hasta medir más de 2.08 metros después de contraer malaria cuando tenía alrededor de 14 años.

## Vida

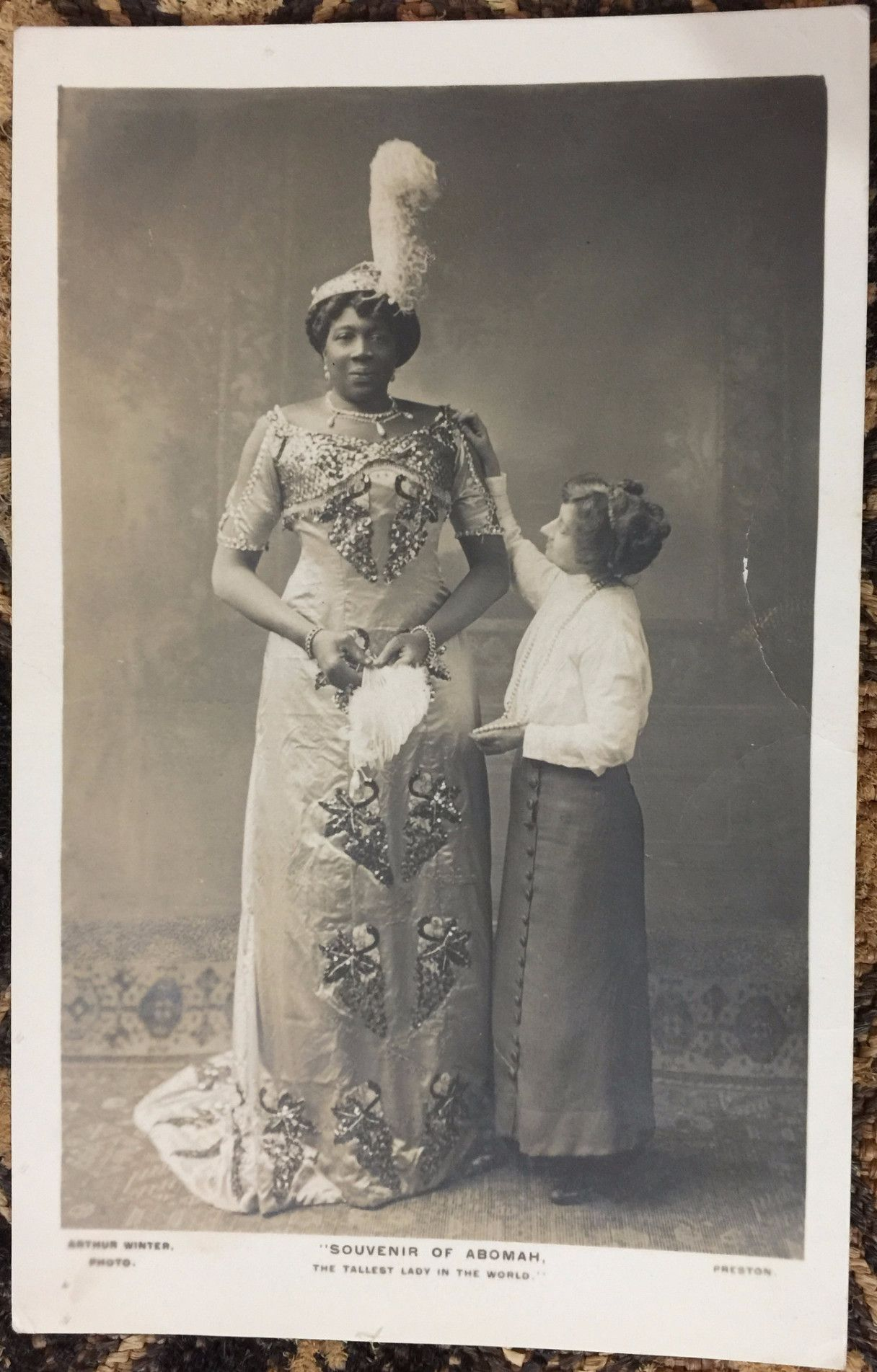
Postal de Preston, Souvenir of Abomah, foto de Arturo Winter.

Ella Grigsby nació en octubre de 1865, apenas 10 meses después de que la 13ª Enmienda de la Constitución de los Estados Unidos aboliera la esclavitud. De adolescente, comenzó a trabajar para Elihu y Harriet Williams, y eligió tomar su apellido como propio, posiblemente porque sus padres habían sido esclavos propiedad de la familia Grigsby.

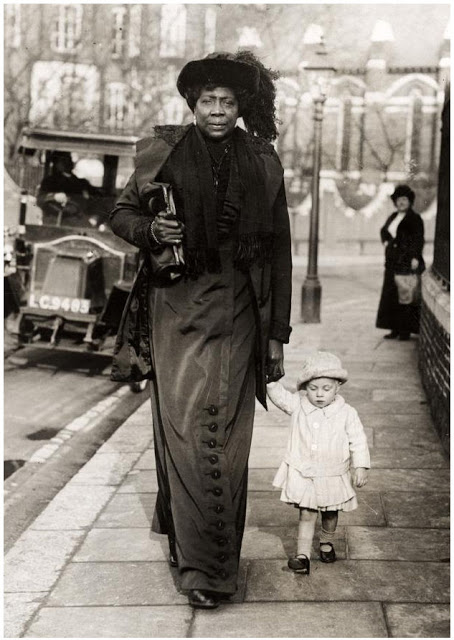
Fue una celebridad internacional a principios del, considerada la mujer más alta del mundo.

Trabajó como cocinera en Carolina del Sur y fue contactada por varios promotores de circos y espectáculos para firmar un contrato y actuar como gigantona, pero inicialmente rechazó estas ofertas. Abomah declaró que sus hermanos no compartían su tamaño inusual y, aunque recibió ofertas de promotores de vaudeville y circos para actuar como gigantona, las rechazó consistentemente.
Un artículo de 1915 atribuye a Mme. Abomah la siguiente declaración: "Nací cerca de Cross Hill en el condado de Laurens. Ninguna de mis hermanas o hermanos es inusualmente grande. Durante años, cada vez que un hombre de espectáculos me veía, quería que firmara un contrato, pero nunca pude decidirme a dejar Columbia. Finalmente, en el otoño de 1896, mientras cocinaba para una familia prominente en Columbia, el gerente F.C. Bostock me convenció para firmar un contrato para una gira."

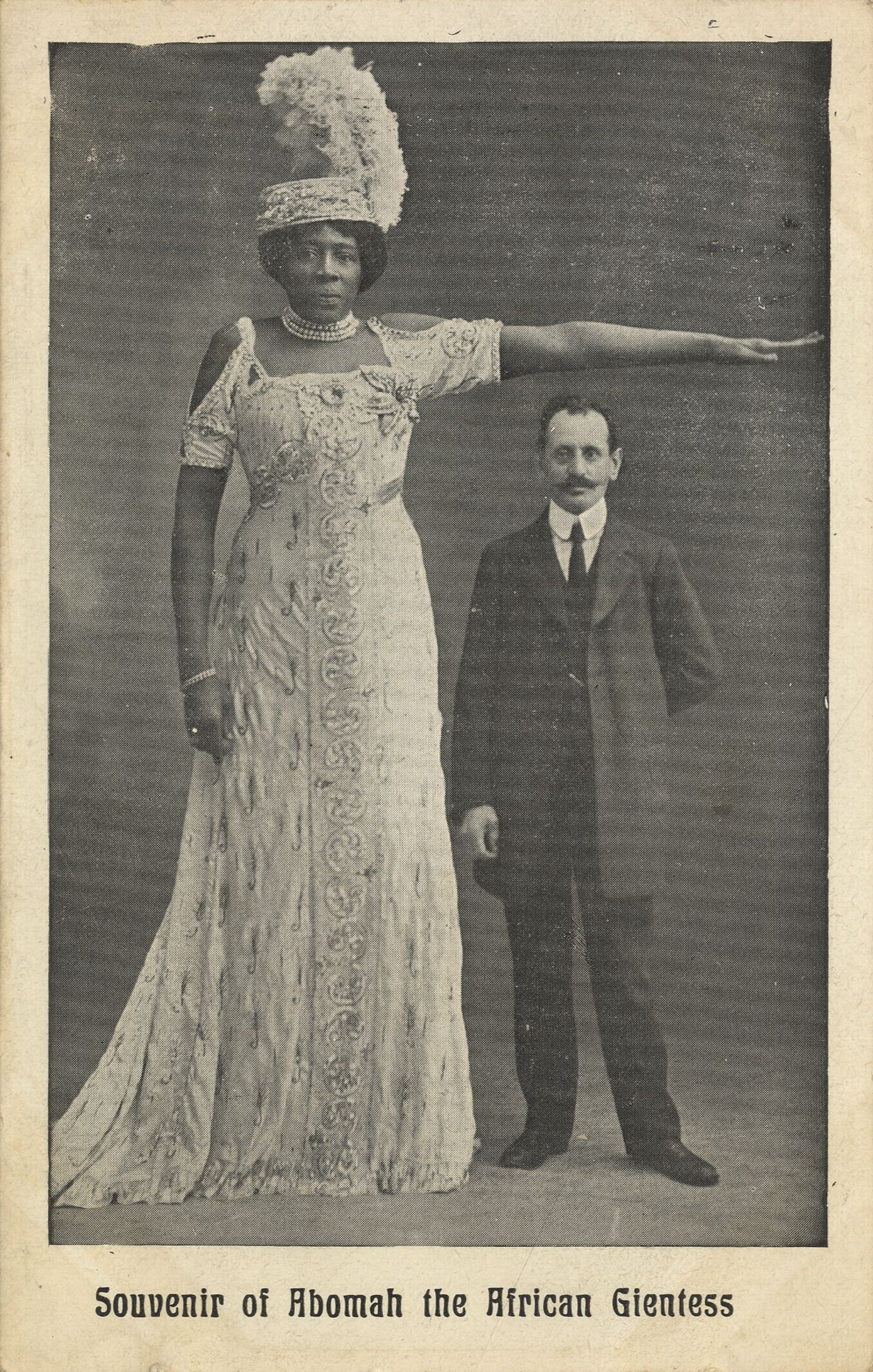
Recuerdo de Abomah la giganta africana.

## Carrera
Williams ganó fama cuando aceptó recorrer Europa como gigantona con Frank C. Bostock en 1896. Bostock la promocionó como miembro de las legendarias Amazonas de Dahomey, una famosa fuerza de combate compuesta solo por mujeres. Le dio el nombre artístico de Mademoiselle Abomah, que proviene de Abomey, la capital del Reino de Dahomey.
Abomah y su mánager decidieron llevar su acto a Europa. Las actuaciones de Abomah incluían canciones de minstrel, que eran populares en ese momento pero a menudo contenían lenguaje prejuicioso. A pesar de esto, era necesario para el éxito de los artistas negros. Abomah interpretaba estas canciones con gracia y elegancia, y a pesar de su altura, se movía sin ninguna indicación de torpeza o desequilibrio.
Como resultado, Abomah recorrió varias partes de Europa, así como Australia, Nueva Zelanda, Sudamérica y Cuba a lo largo de su carrera de 30 años. Era conocida por su costoso y extenso guardarropa, que le daba una apariencia real y elegante. Abomah realizó una exitosa gira por Europa entre 1910 y 1911, durante la cual actuó en varios lugares, incluyendo Liverpool, Blackpool y en salas de variedades inglesas. También recorrió Australia en 1903, Nueva Zelanda entre 1904 y 1908, Sudamérica en 1909, y visitó Coney Island y Cuba en 1917. Además, Abomah actuó con Reynold's Waxworks and Exhibition en 1900, 1903 y 1912-1913, y con Barnum and Bailey en 1918. En 1920, actuó en Dreamlandy el World's Museum, y en 1921, se anunció que iba a viajar a París para un compromiso de tres meses.
Durante su tiempo en Nueva Zelanda, Abomah era conocida por su extenso y costoso guardarropa además de tener un asistente que añadía a su apariencia regia. Cuando actuó en el Alhambra Theatre en Dunedin, un periódico informó que ella eclipsaba completamente a cualquier hombre o mujer promedio, con una altura de 2 metros, 29 centimetros. A pesar de su tamaño imponente, Abomah estaba bien proporcionada e impresionó al público con sus poses y cantos, incluyendo una interpretación de "My Honolulu Bell" que fue bien recibida. Este informe fue publicado en el Otago [NZ] Witness en 1904.
Abomah canceló sus giras y regresó a los Estados Unidos cuando Gran Bretaña declaró la guerra a Alemania en agosto de 1914. Continuó trabajando para Ringling Brothers, Barnum & Bailey, y en Coney Island hasta los años 1920, cuando dejó el mundo del espectáculo.
Después de los años 1920, no se documentan bien los paraderos de Abomah. Sin embargo, se sabe que permaneció involucrada con el circo de alguna manera hasta sus sesenta años.